# Artaxa vilellina
Artaxa vilellina är en fjärilsart som beskrevs av Vincenz Kollar 1848. Artaxa vilellina ingår i släktet Artaxa och familjen tofsspinnare. Inga underarter finns listade i Catalogue of Life.